# Juža

## Općenito
Juža (ruski: Южа) je grad u Rusiji. Nalazi se na 56° 35' sjeverne zemljopisne širine i 42° 01' istočne zemljopisne dužine.
Juža se nalazi na obali jezera Vazalj, 95 km od Ivanova, nekoliko km od Vladimirske oblasti i rijeke Kljazme.
Upravno je središte Juškog rajona u Ivanovskoj oblasti. Trenutna gradonačelnica je Valentina Aleksejevna Sisujeva (od 01. prosinca 1996.).

## Povijest
Kao naselje, Juža je osnovana 1628. godine, a gradom je postala 1925. godine. 

## Stanovništvo
Broj stanovnika: 

23.100 (1959.)

15.300 (2005.)

## Gospodarstvo
U gradu se nalaze tvornice iz nekoliko industrijskih grana, od kojih se ističu tekstilna industrija s predionicama i tvornicama konfekcije te poduzeća iz područja drvne industrije (Moskovska).
U Juži je Moskovska šumska uprava te rudnik treseta.

## Promet
Krajnja je točka željezničke pruge. Iz Juže se može željeznicom prema sjeverozapadu doći do Šuje, Ivanova i dalje. 
U cestovnom prometu, nalazi se na prometnici koja vodi prema sjeveru do Šuje i Paleha u Ivanovskoj oblasti te prema jugu do Vjaznika u Vladimirskoj oblasti.
Po zračnoj udaljenosti je otprilike jednako daleko od Vladimira, Jaroslavlja i Kostrome. 
Po zračnoj udaljenosti je otprilike jednako daleko od Moskve, Nižnjeg Novgoroda i Rjazanja.
Vremenska zona: Moskovsko vrijeme

## Vanjske poveznice
- Službene stranice Juškog rajona
- Juža u enciklopediji "Moj grad"
- Juža  Arhivirana inačica izvorne stranice od 30. srpnja 2010. (Wayback Machine)